# Captain Marvel (Marvel Comics)
Captain Marvel é um codinome usado por um número considerável de super-heróis de histórias em quadrinhos americanas da Marvel Comics. A maioria dessas versões existe no principal universo compartilhado da Marvel, conhecido como Universo Marvel.

## Histórico de publicação
Depois que a Fawcett comics desistiu de ir ao julgamento devido a queda da venda das revistas no pós guerra (ela já havia ganhado os dois primeiros julgamentos) a DC Comics ganhou assim o processo contra a Fawcett Comics por violação dos direitos autorais, esta deixou de publicar o Capitão Marvel.
No final dos anos sessenta a Marvel passou a publicar uma revista "Captain Marvel", em 1972, a DC licencia o personagem da Fawcett, mas com a Marvel publicando um título com esse nome, a revista do herói foi publicada com o nome "Shazam!. Para manter a marca registrada, a Marvel teve que publicar um título "Captain Marvel" a cada ano ou a dois mesmo que fosse contendo personagens com o codinome. A DC renomeou oficialmente o Capitão Marvel como Shazam quando relançou suas propriedades de quadrinhos em 2011.

## Mar-Vell
O primeiro a usar a alcunha Captain Marvel na editora foi um guerreiro alienígena da raça Kree de nome Mar-vell. Uma característica dessa raça é o tipo de pele clara. Raramente, krees possuem tom de pele caucasiano, e os que nasciam eram vítimas de discriminação. Mar-Vell foi um deles mas isso não o impediu de lutar contra o preconceito e tornar-se um renomado soldado dentro do Império. Ele fez parte de um grupo militar cujo objetivo era analisar o planeta Terra.
O motivo de tal análise foi a visita do homem à Lua. Mas nesse grupo de observadores havia um kree, Yon-Rogg, que desejava a morte de Mar-Vell por ciúmes do amor que Una, também da raça Kree, nutria por ele. Yon-Rogg abriu fogo contra a nave do herói, que escapou ileso, mas tal ataque causou acidentalmente a morte de um humano, o Dr. Walter Lawson. Mar-Vell era muito parecido com ele e, assim, adotou a sua identidade, passou a viver na Terra e atuar como super-herói.
Como Lawson, Mar-Vell inicia seus trabalho em Cabo Canaveral (identificado em histórias início apenas como "The Cape") em estudos de progresso da humanidade no desenvolvimento de um meio de viajar no espaço. Quando o Exército dos Estados Unidos encontra e ativa acidentalmente um robô-sentinela Kree, Mar-Vell é forçado a vestir seu uniforme e derrotá-lo. Espectadores ouvem o Sentinela chamar Mar-Vell pelo seu nome e o confundem com "Marvel", passando a chamar o herói assim. ("Marvel" significa em português "Maravilha" e a EBAL chamou-o em uma aventura publicada no Brasil no qual enfrentou o Homem de Ferro de "Capitão Maravilha" obviamente para não ser confundido com o Capitão Marvel da DC Comics, também publicado pela mesma editora. Quando Mar-Vell passou para a Editora Abril, o nome ficou mesmo "Capitão Marvel", pois na época o outro herói caíra no ostracismo). Um dos seres humanos que veem Mar-Vell é Carol Danvers, chefe de segurança no Cabo Canaveral, já desconfiada de "Walter Lawson" e imediatamente atraída pelo misterioso Mar-Vell.
Mar-Vell continua a observar os seres humanos e cade vez mais a amá-los, mas seu trabalho é dificultado por ciúmes de Yon-Rogg, a sua afeição crescente para com a humanidade, e seu passado criminoso de identidade falsa.
Depois de ajudar a humanidade várias vezes, Mar-Vell é considerado culpado de traição contra o Império Kree e sentenciado à morte por fuzilamento em um plano bolado por Yon-Rogg, mas escapa em um foguete roubado, e se perde no espaço. Depois de ficar 112 dias perdido, fraco e à beira da loucura, é manipulado por Ronan, o Acusador Kree, e pelo Ministro Zarek, que conspira em derrubar a Inteligência Suprema. Para melhor ajudá-los, a Mar-Vell é dado um novo traje e suas capacidades são reforçadas. Após a conspiração, Mar-Vell tenta retornar à Terra, mas no caminho é atingido por uma explosão de radiação que o atrai à Zona Negativa.
Mas a Inteligência Suprema permite que Mar-Vell contacte telepaticamente Rick Jones, um antigo parceiro do Hulk. Guiado pelo herói, Jones encontra uma base Kree abandonada, na qual Rick encontra os braceletes, que, ao se unirem, o transportavam para a Zona Negativa, e traziam Mar-vell à Terra.
A dupla descobre que eles são capazes de manter contato telepático. Usando o método, Mar-Vell pode permanecer no universo positivo por um período de três horas.
O herói alienígena enfim se libertaria da Zona Negativa e ganhou novos poderes cósmicos quando Jim Starlin assumiu as histórias. Nessa época, o Capitão Marvel enfrentaria ao lado dos Vingadores o maior vilão espacial da Marvel, surgido após a era Lee/Kirby: o titã Thanos. É nesta saga que Mar-vell se liberta da Zona Negativa e ganha um novo uniforme e novos poderes. Se torna um ser extremamente poderoso e um dos heróis mais importantes do universo Marvel também intitulado de "o protetor do universo".
Após inúmeras batalhas, Mar-Vell retorna para a Terra e tem o primeiro encontro com o vilão Nitro. Ao tentar conter uma explosão causada pelo vilão, ele é exposto a um poderoso gás que abala os nervos chamado "Composto 13". Mar-Vell entra em colapso devido à exposição ao gás, mas se recupera e recebe um antídoto. O gás, no entanto acabaria por causar reações que colocariam um fim ao herói.
Na graphic novel intitulada "A morte do Capitão Marvel", o herói Kree surpreendentemente sucumbe a um câncer causado pela exposição ao citado gás após longa agonia. Mar-Vell falece de um modo tranquilo e silencioso.

## Monica Rambeau
A segunda pessoa a usar o codinome "Captain Marvel" foi criada pelo escritor Roger Stern e pelo desenhista John Romita Jr.. Ela apareceu pela primeira vez em The Amazing Spider-Man Annual # 16 (1982).
A personagem é Monica Rambeau, uma tenente da polícia de Nova Orleans que possui o poder de se transformar em qualquer forma de energia. Seus poderes foram brevemente alterados para que ela não possa se transformar em energia, mas pode gerar um campo de força pessoal. Algum tempo depois, o Estranho retornou suas habilidades de transformação de energia. Ela é um membro dos Vingadores, e em um ponto serviu como seu líder. Ela finalmente cedeu o nome do Capitão Marvel para o filho original do Capitão Marvel, após o qual Rambeau levou o nome Photon,  usando isso por algum tempo, até que Genis-Vell adotou o mesmo nome. Genis-Vell e Monica discutiram isso e Monica decidiu o nome Pulsar.
Rambeau mais tarde se juntou ao H.A.T.E. (the Highest Anti-Terrorism Effort, em português esforço maior anti-terrorismo) na nova série intitulada NEXTWAVE. Nesta série criada por Warren Ellis e Stuart Immonen, H.A.T.E. (uma subsidiária da Beyond Corporation) forma uma equipe para combater o grupo "Bizarre Weapons of Mass Destruction". Os membros incluem Monica Rambeau, um homem conhecido apenas como "O Capitão", Boom Boom, Aaron Stack e Elsa Bloodstone. Recentemente ela retornou aos Vingadores usando o codinome Spectrum.

## Genis-Vell
O terceiro Capitão Marvel é Genis-Vell, que apareceu pela primeira vez em Silver Surfer Annual #6 (1993) usando o codinome de "Legacy". O personagem é o filho geneticamente modificado de Mar-Vell e sua amante Elysius, criado a partir das amostras de células do final do Mar-Vell e envelhecido artificialmente até a maturidade física, se não emocional. Genis, como seu pai, usa os nega-braceletes, possui Consciência Cósmica e está, por um tempo, ligado a Rick Jones. Embora o par não se dê bem no começo, eles acabam se tornando bons amigos. Genis enlouquece e ameaça destruir o universo.
Depois de morrer e ressuscitar-se - com a ajuda secreta do Barão Helmut Zemo - Genis-Vell se junta aos Thunderbolts sob o nome Photon. No entanto, ao acelerar sua ressurreição, Zemo liga Genis aos fins dos tempos, causando um efeito degenerativo no universo. Para evitar a destruição inevitável de toda a existência, Zemo espalha pedaços do corpo de Genis-Vell através do tempo e da Dimensão de Darkforce.

## Carol Danvers
Na conclusão do segundo volume de Ms. Marvel, Carol Danvers batalha contra sua velha inimiga,  Mística e um clone do Capitão Marvel criado pelo Skrulls durante a Invasão Secreta, depois de realizar uma série de tragédias em templos pertencentes à Igreja de Hala, uma igreja dedicada a Mar-Vell. Danvers depois auxilia as forças aliadas do Capitão América contra Norman Osborn durante o cerco de Asgard. Carol também começa a desenvolver uma amizade com o Homem-Aranha. Embora ela se enfureça na primeira vez que eles trabalham juntos, os dois se aproximam quando ele a ajuda durante o arco Reinado sombrio e, mais tarde, ela admite ter sentimentos por ele. Após a conclusão do arco O Cerco, Ms. Marvel retorna como um personagem regular no segundo volume de Os Novos Vingadores.
Em julho de 2012, Carol Danvers assumiu o manto de Capitã Marvel em uma série contínua pelo escritor Kelly Sue DeConnick e artista Dexter Soy. Danvers ostenta um figurino renovado para complementar o codinome. DeConnick afirmou em 2012 WonderCon que a série iria refletir sobre o que a lenda do Capitão Marvel significa para Danvers, como ela lida com essa responsabilidade, e como o resto do Universo Marvel reage à sua suposição do mesmo. Danvers também reencontra o principal equipe de Vingadores como o Capitão Marvel em Avengers vol. 5.
Durante o enredo da Era de Ultron, o Capitão Marvel foi visto de férias em Londres, quando os Sentinelas Ultron chegaram. Capitão Marvel é auxiliado na luta contra os Sentinelas Ultron por Capitão Britânia e MI-13. Depois que "Computador" Graham e  Mel "Botas Mágicas" são mortos em batalha, o Capitão Marvel e o Capitão Britânia sacrificam suas vidas para parar os Sentinelas Ultron que estavam invadindo Londres.

## Noh-Varr
Como parte do enredo Dark Reign, Noh-Varr se juntou ao novo grupo Vingadores Sombrios usando o apelido Capitão Marvel. Ele aparece pela primeira vez em Marvel Boy #1 (agosto de 2000). Posteriormente, ele deixou a equipe ao descobrir que eles eram todos os vilões, quando foi contatado pela Suprema Inteligência, recebeu uma cópia dos nega-braceletes do Capitão Marvel original e disse que ele deveria ocupar seu lugar como o protetor da Terra do Kree. Isso levou a Noh-Varr a tomar o  nome de Protector.

## Guerra civil
Mar-Vell foi "ressuscitado" na mega-saga Guerra Civil, a pretexto de que um tipo de buraco foi criado na Zona Negativa, transportando o herói do passado para os tempos atuais.

## Invasão secreta
Foi descoberto que Mar-Vell era um Skrull, mas até então não se sabia disso.

## Outras mídias
Um filme de live-action chamado Captain Marvel, centrado em Carol Danvers, foi lançado em março de 2019. Faz parte do Universo Cinematográfico Marvel e é protagonizado por Brie Larson como Danvers.